# إيفان ماثر
إيفان ماثر (بالإنجليزية: Evan Mather)‏ هو مخرج أمريكي، ولد في 25 فبراير 1970.

## وصلات خارجية
- الموقع الرسمي
- إيفان ماثر على موقع IMDb (الإنجليزية)
- إيفان ماثر على موقع أول موفي (الإنجليزية)
- إيفان ماثر على موقع قاعدة بيانات الفيلم (الإنجليزية)
- إيفان ماثر على موقع كينوبويسك (الروسية)